# Хепи мил
Хепи мил је дечији оброк који се обично продаје у америчком ланцу ресторана брзе хране Мекдоналдс од јуна 1979 године.  Уз храну је укључена и мала играчка или књига, које се обично налазе у црвеној картонској кутији са жутим смајлићем и Мекдоналдс логом. Амбалажа и играчка су често део маркетиншке везе са постојећом телевизијском серијом, филмом или линијом играчака.
Хепи мил садржи главну ставку (хамбургер, чизбургер или малу порцију чикен мекнагетса), споредну храну (помфрит, кришке јабуке или салату у неким деловима) и пиће (млеко, сок или безалкохолно пиће). Избор артикала се мења од земље до земље и може зависити од величине ресторана. 